# Jeff Perry (actor american)
Jeff Perry (n. 16 august 1955, Highland Park⁠(d), Illinois, SUA) este un actor american de scenă, televiziune și film. Este cunoscut pentru rolul Richard Katimski în drama pentru adolescenți My So-Called Life, Thatcher Grey în serialul de drame medicale Grey's Anatomy, Cyrus Beene în serialul de dramă politică Scandal, totul pentru ABC și ca inspectorul Harvey Leek la CBS drama criminală Nash Bridges.

## Viața personală
Perry s-a născut în Highland Park, Illinois, unde tatăl său a fost profesor la Highland Park High School. A absolvit Universitatea de Stat din Illinois în 1978. În 2011, Perry a primit un doctorat onorific la Universitatea de Stat din Illinois, ca recunoaștere a contribuțiilor sale extraordinare în domeniul teatrului.
Perry a fost căsătorit cu actrița Laurie Metcalf din 1983 până în 1986.  Au avut un copil, actrița Zoe Perry, împreună în 1983, dar ulterior au divorțat. El este în prezent căsătorit cu Linda Lowy, directorul de casting din serialul Anatomia lui Grey, cu care are o fiică, Lea Perry.

## Filmografie
- Remember My Name (1978) - Harry
- A Wedding (1978) - Bunky Lemay
- Say Goodnight, Gracie (1983)
- Tales from the Hollywood Hills: Closed Set (1988) - Bud
- Three Fugitives (1989) - Orderly Two
- Family Ties - David Simmons (1 episod, 1989)
- Columbo: Murder, Smoke, and Shadows - Leonard Fisher (1989)
- Roe vs. Wade (1989)
- The Final Days (1989) - Staffer
- The Grifters (1990) - Drunk
- Shannon's Deal (1 episod, 1990)
- Equal Justice - ADA Warren (1 episod, 1990)
- The Flash - Charlie (1 episod, 1990)
- thirtysomething - David Hall (2 episoade, 1989-1991)
- American Playhouse - Noah Joad (1 episod, 1991)
- Brooklyn Bridge - Joel Jacobson (2 episoade, 1991)
- Civil Wars (1 episod, 1991)
- Hard Promises (1991) - Pinky
- Life on the Edge (1992) - Ray Nelson
- Storyville (1992) - Peter Dandridge
- A Private Matter (1992) - Randall Everett
- Casualties of Love: The Long Island Lolita Story (1993) - Amy's Attorney
- Murder in the Heartland (1993) - Earl Heflin
- L.A. Law - Jonah Burgee (3 episoade, 1993)
- Naked Instinct (1993) - Frat Boy
- Body of Evidence (1993) - Gabe
- Playmaker (1994) - Allen
- My So-Called Life - Richard Katimski (4 episoade, 1994-1995)
- Kingfish: A Story of Huey P. Long (1995) - Earl Long
- Chicago Hope - Gilbert Weeks (3 episoade, 1995)
- American Gothic - Artie Healy (1 episod, 1996)
- Into Thin Air: Death on Everest (1997) - Doug Hansen
- Wild Things (1998) - Bryce Hunter
- Lansky (1999) - American Lawyer
- Nash Bridges - Insp. Harvey Leek (122 episoade, 1996-2001)
- Frasier - John Clayton (1 episod, 2002)
- NYPD Blue - Gordon Dillit (1 episod, 2003)
- The Human Stain (2003) - Tennis Player
- ER - Officer Mitch Palnick (1 episod, 2003)
- The District - Lemma (1 episod, 2003)
- The West Wing - Burt Ganz (1 episod, 2003)
- The Practice - Randy Markham (1 episod, 2003)
- Lost - Frank Duckett (1 episod, 2005)
- Law & Order: Trial by Jury - Andrew Soin (1 episod, 2005)
- Numb3rs - Morton Standbury (1 episod, 2005)
- Invasion - Terrence Gale (1 episod, 2005)
- Close to Home - Uncle Bill (1 episod, 2005)
- Cold Case - Eric Witt (1 episod, 2006)
- Crossing Jordan - Kyle Everett (1 episod, 2006)
- The Valley of Light (2007) - Taylor Bowers
- Prison Break - Terrence Steadman (3 episoade, 2006-2007)
- Raines - Harry Tucker (1 episod, 2007)
- The Last Supper: 13 Men of Courage (2007) - Bartholomew
- Side Order of Life - Reno (1 episod, 2007)
- American Dad! - Nicholas Dawson (2 episoade, 2007, 2017)
- Diminished Capacity (2008) - Casey Dean
- Saving Grace - Det. Walter Eckley (1 episod, 2009)
- Eleventh Hour - Doctor Mal Sheppard (1 episod, 2009)
- Fringe - Joseph Slater (1 episod, 2009)
- CSI: NY - Judge (1 episod, 2010)
- CSI: Crime Scene Investigation - George Stark (2 episoade, 2003-2010)
- Outsourced" (1 episod, 2010)
- Grey's Anatomy - Thatcher Grey (15 episoade, 2006-2019)
- Picture Paris (2011) - Keith
- The Anniversary at Shallow Creek (2011) - Cashier
- The Chicago Code - David Argyle (1 episod, 2011)
- Scandal - Cyrus Beene (2012–2018)
- Lizzie (2018) - Andrew Jennings
- Trial by Fire (2018) - Hurst
- Dirty John (2018) - Michael O'Neil